# يوهان بوسكامب

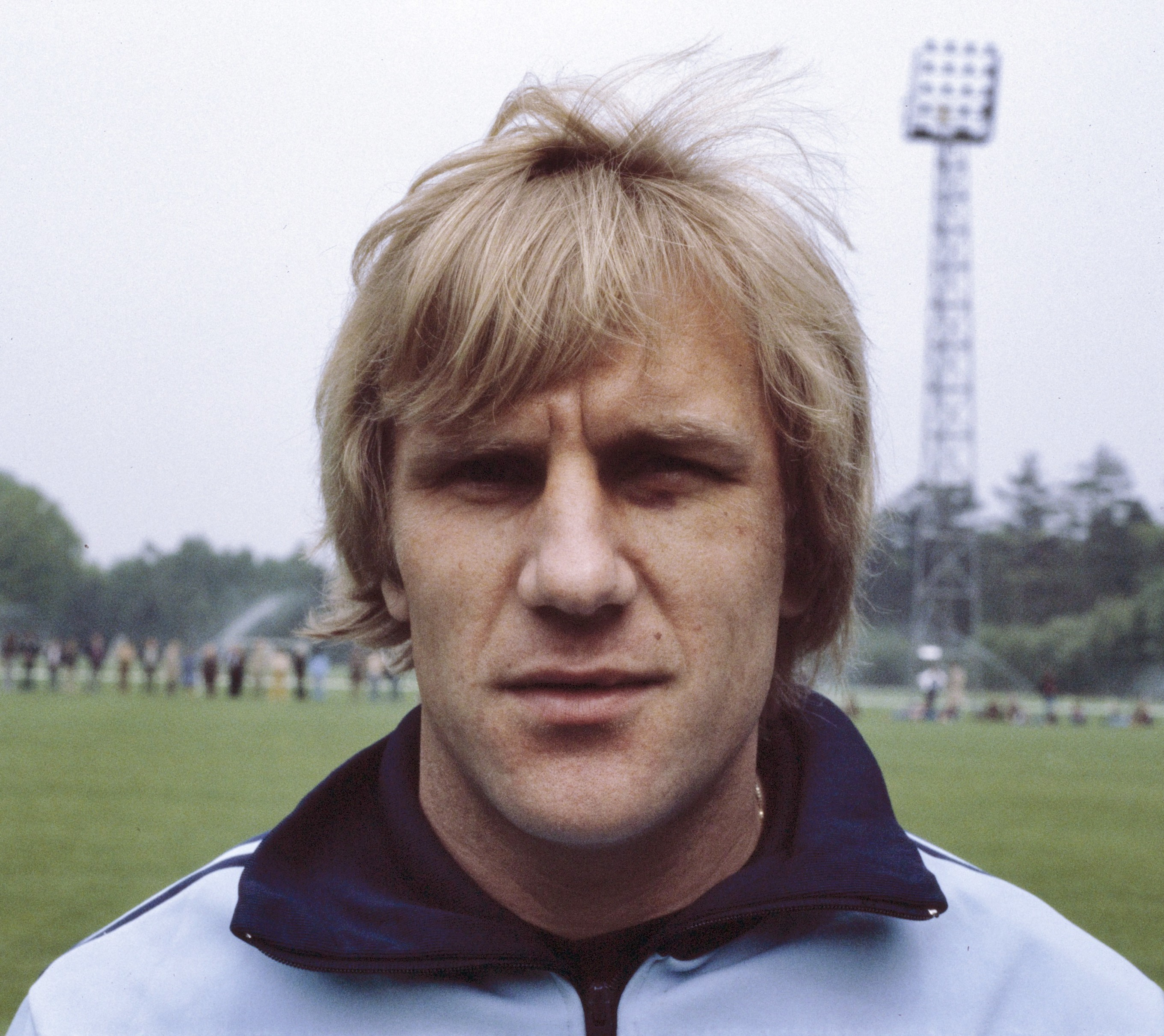
يوهان بوسكامب

يوهان بوسكامب (بالهولندية: Johan Boskamp)‏، من مواليد 21 أكتوبر 1948 في روتردام في هولندا، لاعب كرة قدم هولندي سابق، ومدرب كرة قدم هولندي حالي.
بدأ مسيرته الكروية مع نادي فيينورد روتردام الهولندي في عام 1964، ولعب معهم حتى عام 1969، وشارك معهم في 28 مباراة وسجل هدفين، وفي موسم 1969/1970 انتقل إلى نادي أدو دن هاغ، ولعب معهم 31 مباراة وسجل 7 أهداف، وفي عام 1970 انتقل إلى نادي فيينورد روتردام، ولعب معهم حتى عام 1974، وشارك معهم في 76 مباراة وسجل 14 هدف، وفي عام 1974 انتقل إلى نادي مولنبيك البلجيكي، ولعب معهم حتى عام 1982، وشارك معهم في 239 مباراة وسجل 34 هدف، وفي عام 1982 انتقل إلى نادي ليرس البلجيكي، ولعب معهم حتى عام 1984، وشارك معهم في 59 مباراة وسجل 3 أهداف.
و قد لعب مع منتخب هولندا لكرة القدم في عام 1978، وشارك معهم في مباراتين دوليتين، وقد شارك في كأس العالم لكرة القدم 1978.
و قد بدأ مسيرته التدريبية في عام 1984 مع نادي ليرس البلجيكي، ودربهم حتى عام 1984، وفي موسم 1988/1989 درب نادي فيرفروديرنغ ديندر البلجيكي، وفي عام 1989 درب نادي بيفرين البلجيكي، ودربهم حتى عام 1992، وفي موسم 1992/1993 درب نادي كريتييك، وفي عام 1993 درب نادي آندرلخت البلجيكي، ودربهم حتى عام 1997، وفي موسم 1997/1998 درب نادي غنت البلجيكي، وفي عام 1999 انتقل إلى تدريب نادي دينامو تبليسي ومنتخب جورجيا لكرة القدم، وفي موسم 2000/2001 انتقل إلى تدريب نادي غنك البلجيكي، وفي موسم 2001/2002 انتقل إلى تدريب نادي الوصل الإماراتي، وفي موسم 2004/2005 درب نادي كاظمة الكويتي، وفي موسم 2005/2006 درب نادي ستوك سيتي الإنجليزي، وفي عام 2006 درب نادي ستاندارد لياج البلجيكي.

## روابط خارجية
- يوهان بوسكامب على موقع الاتحاد الدولي (مؤرشف)  (الإنجليزية)
- يوهان بوسكامب على موقع الاتحاد الأوربي (الإنجليزية)
- يوهان بوسكامب على موقع قاعدة بيانات كرة القدم.إي يو (الإنجليزية)
- يوهان بوسكامب على موقع ناشيونال فوتبول تيمز (الإنجليزية)
- يوهان بوسكامب على موقع Soccerbase.com (مدرب) (الإنجليزية)
- يوهان بوسكامب على موقع Soccerway.com (الإنجليزية)
- يوهان بوسكامب على موقع عالم كرة القدم.نت (الإنجليزية)